# Eutychia Karagiannī
Eutychia Karagiannī (in greco Ευτυχία Καραγιάννη?; 10 ottobre 1973) è una pallanuotista greca, vincitrice di una medaglia d'argento ai giochi olimpici di Atene 2004.